# Île du Roi-Guillaume
L'île du Roi-Guillaume (en anglais : King William Island, en inuktitut : Qikiqtaq) est une île de l'archipel Arctique située dans le passage du Nord-Ouest, à 3,8 km au nord du continent. Elle fait partie du   territoire du Nunavut.
Elle a une superficie de 13 111 km2, faisant d'elle la 61e plus grande île du monde et la 15e du Canada. Sa population est de 1 064 habitants en 2006. À l'est, elle est séparée de la péninsule Boothia par le détroit de James Ross et le détroit de Rae. À l'ouest, le détroit de Victoria la sépare de l'île Victoria. Au sud, le détroit de Simpson la sépare de la péninsule Adelaide et au sud-ouest se trouve le golfe de la Reine-Maud.
La seule et unique agglomération de l'île est le hameau de Gjoa Haven. Sa population lors du recensement de 2021 était de 1 349 habitants.

## Rôle dans l'exploration de l'Arctique canadien

### John Ross
L'île fut longtemps occupée ou fréquentée par les Inuits. Elle a été découverte par les Européens lors de tentatives pour trouver le passage du Nord-Ouest. Elle fut nommée d'après le roi britannique régnant Guillaume IV par l'explorateur John Ross en 1830, celui-ci pensant que l'île était une péninsule. En 1834, George Back, un autre explorateur de l'Arctique, aperçoit sa côte sud depuis la baie de Chantrey, l'identifiant comme une île.

### John Franklin
John Franklin, également explorateur polaire, mena une expédition une dizaine d'années plus tard ; ses deux bâtiments furent coincés sur la glace en 1846 au nord-ouest de l'île. Après avoir abandonné les deux bateaux, les derniers des membres de l'expédition meurent tandis qu'ils tentaient de marcher vers le sud.
Une cuiller à dessert en argent et une cuiller de table en argent appartenant à George Henry Hodgson ont été trouvées sur l'île du Roi-Guillaume. Les deux cuillers ont été trouvées par le lieutenant William Robert Hobson de l'expédition arctique de Francis Leopold McClintock dans un bateau abandonné en baie Erebus en mai 1859, et sont gravées du blason personnel de Hodgson : une colombe tenant une branche d'olivier perchée sur des rochers,,.

## Faune
L'île est connue pour sa population de caribous de la toundra, qui passent l'été sur l'île puis rejoignent le continent via la banquise en automne.

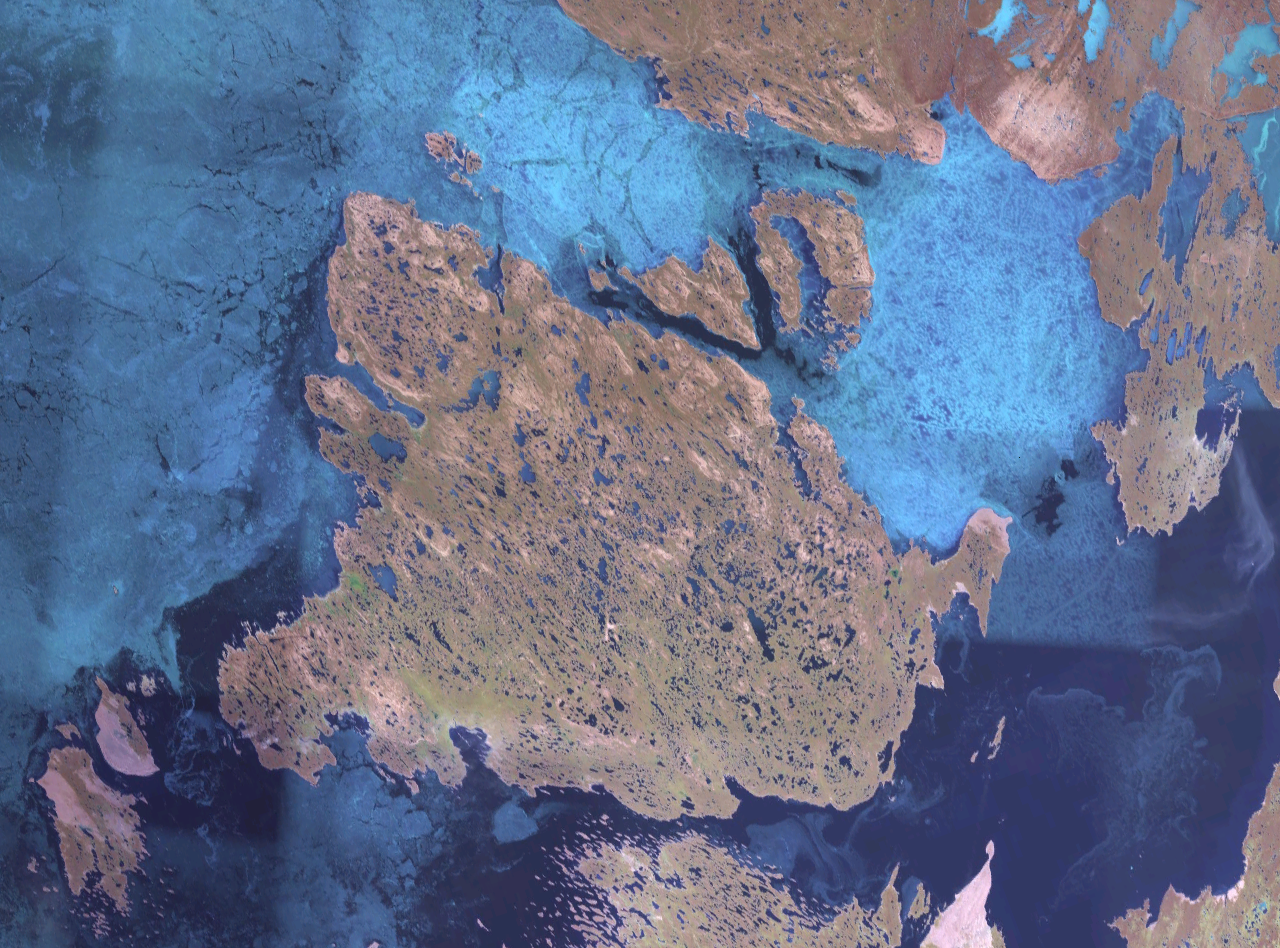
Image satellite de l'île du Roi-Guillaume par le programme Landsat de la NASA.